# Youngia
Youngia är ett släkte av korgblommiga växter. Youngia ingår i familjen korgblommiga växter.

## Bildgalleri

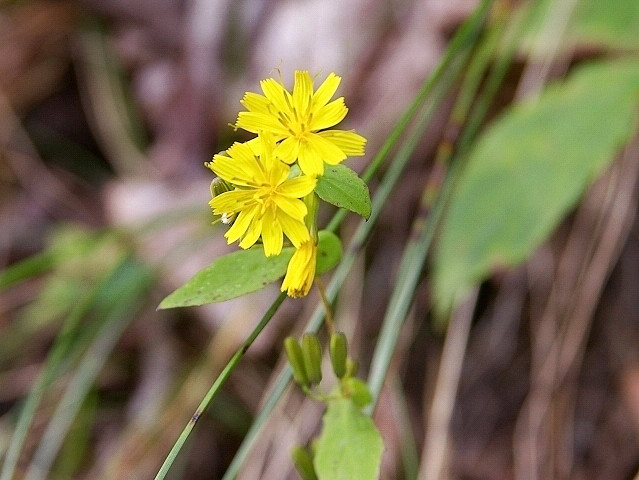

## Dottertaxa tillYoungia, i alfabetisk ordning[1]
- Youngia alashanica
- Youngia americana
- Youngia bifurcata
- Youngia blinii
- Youngia cineripappa
- Youngia erythrocarpa
- Youngia fusca
- Youngia fuscipappa
- Youngia hastiformis
- Youngia henryi
- Youngia heterophylla
- Youngia japonica
- Youngia kangdingensis
- Youngia lanata
- Youngia longiflora
- Youngia longipes
- Youngia mairei
- Youngia nansiensis
- Youngia napifolia
- Youngia nilgiriensis
- Youngia nujiangensis
- Youngia paleacea
- Youngia pilifera
- Youngia pratti
- Youngia prattii
- Youngia pseudosenecio
- Youngia racemifera
- Youngia rosthornii
- Youngia rubida
- Youngia scaposa
- Youngia setigera
- Youngia silhetensis
- Youngia stebbinsiana
- Youngia taiwaniana
- Youngia terminalis
- Youngia wilsonii
- Youngia yilingii